# Umer Rasas
Umer Rasas (em árabe: أم الرصاص; romaniz.: ʾumm ar-raṣāṣ) também conhecido por Castrom Mefaa (Kastrom Mefa'a) é um sítio arqueológico jordano que contém ruínas de civilizações romanas, bizantinas e muçulmanas. Está localizado a 30 km a sudeste de Madaba, no centro da Jordânia. Já foi acessado pelos ramos da Rota Comercial dos Reis e está localizado na região de estepe semi-árida do deserto jordano. O local foi referido como o assentamento bíblico de Mefaate no Livro de Jeremias. O exército romano usou o local como uma guarnição estratégica, mas depois foi convertido e habitado por comunidades cristãs e islâmicas. Em 2004, o local foi inscrito como Património da Humanidade pela UNESCO, e é valorizado pelos arqueólogos pelas extensas ruínas dos períodos romano, bizantino e muçulmano. Studium Biblicum Franciscanum realizou escavações no extremo norte do local em 1986, mas grande parte da área permanece enterrada sob detritos.
A maior parte do site não foi escavada, tendo sido descoberto até ao momento um acampamento ligado a fronteira da Arábia e várias igrejas.
No final do século IV, o castro romano foi ocupado por uma unidade de cavalaria das legiões romanas. Essas tropas foram separadas por Diocleciano, após a reorganização das fronteiras subsequentes à guerra contra a rainha Zenóbia de Palmira, conquistada por Aureliano em 272.

## Historia
Especialmente durante tempos da Idade do Bronze, da Idade do Ferro e das épocas romanas-bizantinas, densas populações habitaram o local até às regiões  topográficas além das costas ocidentais da habitadas Mar Morto . Entre esses assentamentos antigos, Mefaate foi mencionado nos textos bíblicos como uma das cidades do planalto para ser condenada a uma destruição (Jr 48:21). Muitos dos ramos da Rota Comercial dos Reis forneceram um meio para alcançar as antigas cidades mais remotas, tendo a rota principal servido como o precursor da Via Trajana, construída pelo imperador romano Trajano (53-117). Esta estrada com muitos ramos facilitou a viagem e os acampamentos militares romanos foram estabelecidos na estrada como uma medida defensiva contra os ataques bárbaros através da fronteira do deserto romano conhecido como o Limes Arabicus. Eusebio de Cesarea identificou Mefaate como um acampamento do exército romano perto do deserto em sua Onomasticon (K.128: 21). Além disso, a escavação e descoberta de uma igreja bizantina no local expõe uma inscrição de nomenclatura da área como Castron Mephaa, apoiando ainda mais a teoria de que Umer Rasas e Mefaate são o mesmo local.

## Mosaicos

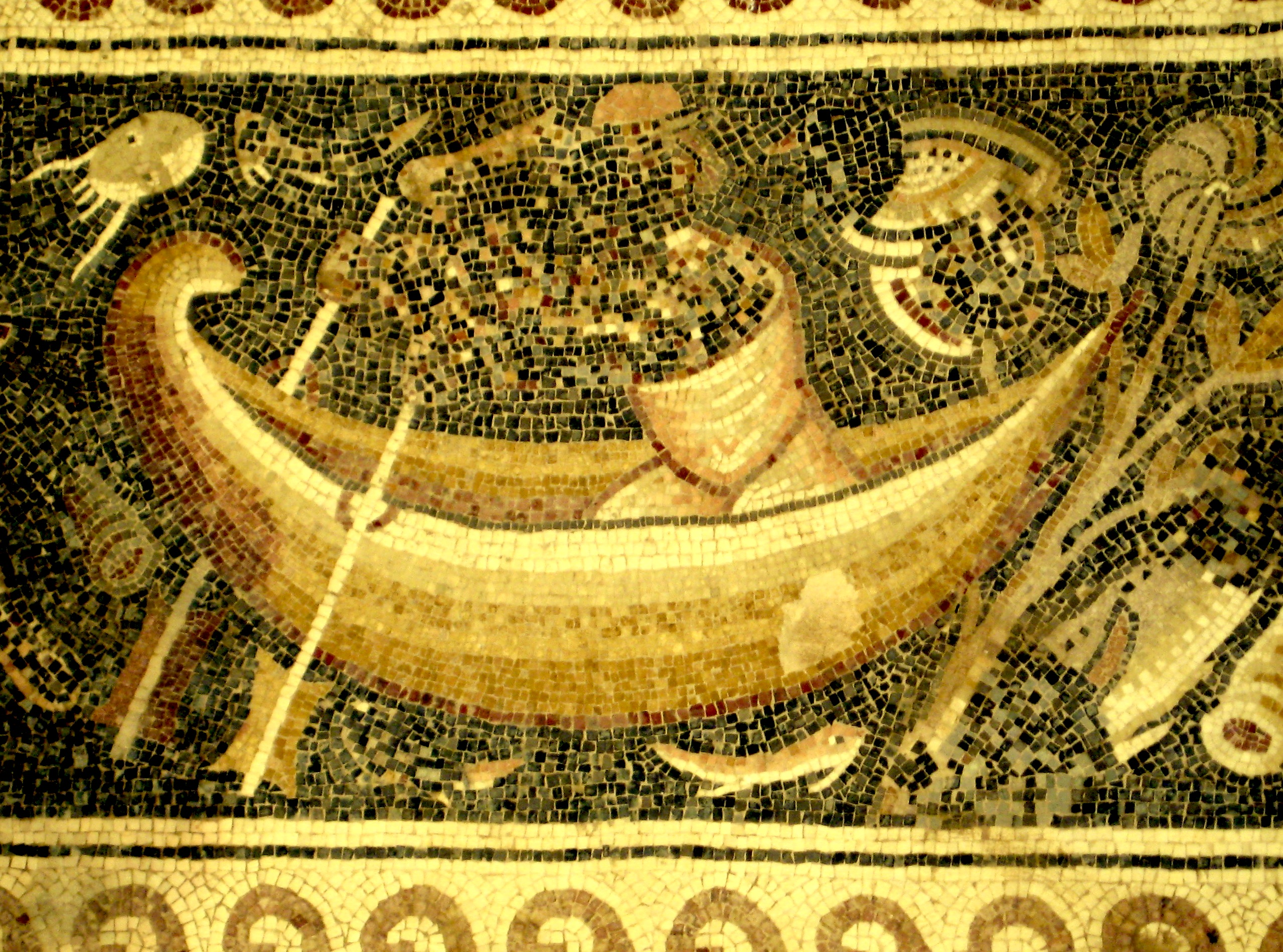
Representação dum pescador

A descoberta mais importante no local foi o piso em mosaico da Igreja de São Estêvão. Foi feito em 785 e descoberto em 1986. O piso em mosaico perfeitamente preservado é o maior da Jordânia. No painel central, caça e pesca cenas são representadas enquanto outro painel ilustra as cidades mais importantes da região, incluindo Filadélfia (Amã), Madaba, Esbunta (Hesbom), Belemonta (Maã) Areópolis (Arraba), Caraque Moaba (Paquistão), Jerusalém, Nablus, Cesareia e Gaza. O quadro de mosaico é especialmente decorativo. Seis mestres de mosaico assinaram o trabalho: Estaurácio de Esbo, Eurêmio, Elias, Constantino, Germano e Abedela. É sobreposto em outro piso de mosaico danificado da Igreja (587) do bispo Sergio. Quatro outras igrejas foram escavadas nas proximidades e também apresentam traços de decoração em mosaico.

## Bibliografía
- Ball, Warwick (2000). Rome in the East: The Transformation of an Empire. New York, NY: Routledge
- Britt, Karen C. (2015). «Through a glass brightly: Christian communities in Palestine and Arabia during the early Islamic period». In:  Mohammad Gharipour. Sacred Precincts: The Religious Architecture of non-Muslim Communities across the Islamic World. Leiden: Brill
- Bowersock, G. W. (2006). Mosaics as History. Cambridge, MA: Harvard University Press
- Dearman, J. Andrew (1997). «Roads and settlements in Moab». The Biblical Archaeologist. 60 (4): 205–213. JSTOR 3210622
- May, Herbert G.; Metzger, Bruce M. (1977). The New Oxford Annotated Bible with the Apocrypha: Revised Standard Version, Containing the Second Edition of the New Testament and an Expanded Edition of the Apocrypha. New York, NY: Oxford University Press
- Schick, Robert (1988). «Christian life in Palestine during the early Islamic period». The Biblical Archaeologist. 51 (4): 218–221, 239–240. JSTOR 3210074
- Timm, Stefan (2010). Eusebius und die Heilige Schrift: Die Schriftvorlagen des Onomastikons der Biblischen Ortsnamen. Berlin: Walter de Gruyter
- Wilken, Robert L. (1988). «Byzantine Palestine: a Christian holy land». The Biblical Archaeologist. 51 (4): 214–217, 233–237. JSTOR 3210073